# Edward de Bono
Edward de Bono, född 19 maj 1933 på Malta, död 9 juni 2021, var en maltesisk-brittisk läkare, psykolog, filosof och författare som framför allt är förknippad med teorier kring kreativitet och lateralt tänkande.
de Bono växte upp på Malta och har efter studier i medicin och psykologi publicerat 62 böcker med översättningar till 37 språk.
Han initierade ICOT, The International Conference on Thinking 1982.
Han menar att vårt tänkande är vårt viktigaste verktyg, och att det krävs träning för att förbättra det; idag tänker vi inte bättre än under antiken.
Kreativitet är inte något som vissa har, utan något man lär sig, mycket med hjälp av disciplin.
Hans mest kända metoder är lateralt tänkande och sex tänkarhattar.

## Utmärkelser
Asteroiden 2541 Edebono är uppkallad efter honom.